# Hildegarda Francuska
Gospa Hildegarda Francuska (fra. Hildegarde de France; 914. – ?) bila je kraljevna Francuske.
Bila je jedna od kćeri kralja Karla III. Glupoga i njegove prve supruge, kraljice Frederune (fra. Frédérune) te starija polusestra kralja Luja IV. Karlo je bio nezadovoljan činjenicom da mu prva žena, Frederuna, nije rodila sina.
Hildegarda se udala za Huga od Nordgaua te mu je rodila samo jedno dijete, kćer Hedvigu (937. – 992.).